# バルト・ボーク

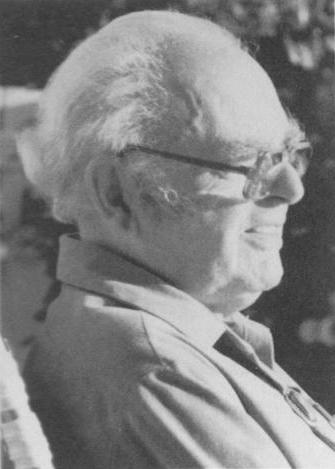
バルト・ボーク

バルトロメウス・ヤン・"バルト"・ボーク（Bartholomeus Jan "Bart" Bok、1906年4月28日 - 1983年4月28日）は、オランダ生まれで、後にアメリカ合衆国の市民権を得た天文学者である。バート・ボック（あるいはボク）とも表記される。宇宙の構造を研究し、ガス星雲の中の小さい暗い斑点状の天体、ボーク・グロビュール（Bok globules：ボーク小球体、ボーク胞子）を発見した。

## 経歴
オランダのホールンに生まれた。ライデン大学、フローニンゲン大学で学んだ。 1929年に天文学者のプリシラ・フェアフィールド・ボーク（Priscilla Fairfield Bok）と結婚し、以後共同研究を続けた。1929年から1957年までハーバード大学で働いた。1930年ボーク・グロビュールを発見した。1938年にアメリカ市民権を得た。1956年からオーストラリアのストロムロ山天文台の台長を務め、1966年にアメリカに戻りステュワード天文台の所長を務めた。
1975年、占星術に否定的な意見を述べた天文学者の一人であり、CSICOP（サイコップ、Committee for the Scientific Investigation of Claims of the Paranormal：超常現象の主張に対する科学的調査委員会）の設立者のひとりである。

## 賞
- ブルース・メダル（1977年）
- ヘンリー・ノリス・ラッセル講師職(1982年)
- クルンプケ・ロバーツ賞 (1982年)

## 命名
- (1983) ボーク：小惑星、ボーク夫妻の功績を記念して[1]
- 月のクレータ